# 25e cérémonie des prix Génie
La 25e cérémonie des Prix Génie s'est déroulé le 21 mars 2005 pour récompenser les films sortis en 2004. La cérémonie au Palais des congrès du Toronto métropolitain, à Toronto (Ontario, Canada). La soirée a été animée par Andrea Martin.

## Palmarès
Le vainqueur de chaque catégorie est indiqué en gras.

### Meilleur film
- Les Triplettes de Belleville, Paul Cadieux, (producteur)
  - Adorable Julia, Robert Lantos, producteur
  - Love, Sex et Eating the Bones, Jennifer Holness, producteur
  - Ma vie en cinémascope, Denise Robert et Daniel Louis, producteurs
  - Mémoires affectives, Barbara Shrier, producteur

### Meilleur acteur
- Roy Dupuis, Mémoires affectives
  - Michel Côté, Le Dernier Tunnel
  - Ian McKellen, Émile
  - David La Haye, Nouvelle-France
  - Nick Stahl, Twist

### Meilleure actrice
- Pascale Bussières, Ma vie en cinémascope
  - Isabelle Blais, Les Aimants
  - Emily Hampshire, Blood
  - Jacinthe Laguë, Elles étaient cinq
  - Céline Bonnier, Monica la mitraille

### Meilleur acteur dans un second rôle
- Jean Lapointe, Le Dernier Tunnel
  - Bruce Greenwood, Adorable Julia
  - Brendan Fehr, Sugar
  - Kyle MacLachlan, Touch of Pink
  - Gary Farmer, Twist

### Meilleure actrice dans un second rôle
- Jennifer Jason Leigh, Childstar
  - Juliette Gosselin, Nouvelle-France
  - Sylvie Moreau, Les Aimants
  - Elliot Page, Wilby Wonderful
  - Susana Salazar, A Silent Love

### Meilleur réalisateur
- Francis Leclerc, Mémoires affectives
  - Denise Filiatrault, Ma vie en cinémascope
  - Pierre Houle, Monica la mitraille
  - Bronwen Hughes, Stander
  - David "Sudz" Sutherland, Love, Sex et Eating the Bones

### Meilleur scénario original
- Mémoires affectives, Francis Leclerc et Marcel Beaulieu
  - Childstar, Don McKellar et Michael Goldbach
  - Love, Sex et Eating the Bones, David "Sudz" Sutherland
  - Ma vie en cinémascope, Denise Filiatrault
  - A Silent Love, Federico Hidalgo et Paulina Robles

### Meilleure adaptation
- Monica la mitraille, Luc Dionne et Sylvain Guy
  - Blood, Jerry Ciccoritti
  - La Peau blanche, Joël Champetier et Daniel Roby
  - Sugar, Todd Klinck, Jaie Laplante et John Palmer
  - Twist, Jacob Tierney

### Meilleure photographie
- Head in the Clouds, Paul Sarossy
  - Le Dernier Tunnel, Bernard Couture
  - Nouvelle-France, Louis de Ernsted
  - Ma vie en cinémascope, Pierre Mignot
  - Childstar, André Turpin

### Meilleure direction artistique/Production Design
- Nouvelle-France, Jean-Baptiste Tard
  - Camping sauvage, André-Line Beauparlant
  - Le Dernier Tunnel, Jean Bécotte
  - Head in the Clouds, Jonathan Lee et Gilles Aird
  - Monica la mitraille, Michel Proulx

### Meilleurs costumes
- Head in the Clouds, Mario Davignon
  - Nouvelle-France, François Barbeau
  - Monica la mitraille, Michèle Hamel
  - Camping sauvage, Sophie Lefebvre
  - Ma vie en cinémascope, Denis Sperdouklis

### Meilleur son
- Le Dernier Tunnel, Dominique Chartrand, Gavin Fernandes et Pierre Paquet
  - Émile (en), Nicole Thompson, Jeff Carter, Brad Hillman et Miguel Nunes
  - Head in the Clouds, Pierre Blain, Jocelyn Caron, Michel Descombes et Gavin Fernandes
  - Mémoires affectives, Christian Bouchard, Luc Boudrias, Jocelyn Caron, Clovis Gouaillier et Benoît Leduc
  - Resident Evil: Apocalypse, Dean Humphreys, Todd Beckett et David Lee

### Meilleur montage
- Head in the Clouds, Dominique Fortin
  - Le Dernier Tunnel, Jean-François Bergeron
  - Elles étaient cinq, Richard Comeau
  - Childstar, Reginald Harkema
  - Ma vie en cinémascope, Yvann Thibaudeau

### Meilleur montage son
- Resident Evil: Apocalypse, Craig Henighan, Steve Baine, Stephen Barden, Tony Lewis, Jill Purdy et Nathan Robitaille
  - Camping sauvage, Marie-Claude Gagné, Guy Francoeur, Guy Pelletier, Claire Pochon et Jean-Philippe Savard
  - Le Dernier Tunnel, Christian Rivest
  - Head in the Clouds, Marcel Pothier, Natalie Fleurant, Guy Francoeur, Antoine Morin et Guy Pelletier
  - Monica la mitraille, Marcel Pothier, Natalie Fleurant, Guy Francoeur, Carole Gagnon et Antoine Morin

### Meilleure chanson
- « Pantaloon in Black », Twist, Ron Proulx et Jacob Tierney
  - « Ignorance is Beautiful (Help Me) », Childstar, Kyprios
  - « Le Blues de Monica », Monica la mitraille, Lorraine Richard, Michel Cusson et Pierre Houle
  - « Ma Nouvelle France », Nouvelle-France, Luc Plamondon et Patrick Doyle
  - « Something's Coming"», Wilby Wonderful, Rebecca Jenkins

### Meilleure musique
- Head in the Clouds, Terry Frewer
  - Le Dernier Tunnel, Michel Corriveau
  - La Lune viendra d'elle-même, Charles Papasoff
  - Mémoires affectives, Pierre Duchesne
  - Les Triplettes de Belleville, Benoît Charest

### Meilleur court métrage d'animation
- Ryan, Chris Landreth, Steven Hoban, Marcy Page (en) et Mark Smith
  - L'Homme sans ombre, Georges Schwizgebel et Marcel Jean
  - Louise (en), Anita Lebeau, Michael J. F. Scott (en) et Jennifer Torrance
  - Mabel's Saga, JoDee Samuelson et Kent Martin
  - Through My Thick Glasses, Pjotr Sapegin (no), Marcel Jean et David Reiss-Andersen (no)

### Meilleur court-métrage dramatique
- Capacité 11 personnes, G. J. d'Ynglemare et Yves Fortin
  - Choke., David Hyde, Tyler Levine et Carolyn Newman
  - Desastre, Jay Field
  - The Dog Walker, James Genn, Andrew Rosen et Geoffrey Turnbull
  - TV Dinner...Burp!, Vanessa-Tatjana Beerli, Antonello Cozzolino et Annie Normandin

### Best Documentary
- The Corporation, Mark Achbar, Jennifer Abbott et Bart Simpson
  - Ce qu'il reste de nous, François Prevost, Yves Bisaillon et Hugo Latulippe
  - Mr. Mergler's Gift, Beverly Shaffer (en) et Germaine Wong

## Prix spéciaux
- Prix Claude Jutra: La Peau blanche, Daniel Roby
- Prix Bobine d'Or: Resident Evil: Apocalypse, Paul W. S. Anderson, Jeremy Bolt (en) et Don Carmody